# Chical (Nuevo México)
Chical es un lugar designado por el censo ubicado en el condado de Valencia en el estado estadounidense de Nuevo México. En el Censo de 2010 tenía una población de 107 habitantes y una densidad poblacional de 50,02 personas por km².

## Geografía
Chical se encuentra ubicado en las coordenadas 34°51′57″N 106°40′2″O / 34.86583, -106.66722. Según la Oficina del Censo de los Estados Unidos, Chical tiene una superficie total de 2.14 km², de la cual 2.14 km² corresponden a tierra firme y (0%) 0 km² es agua.

## Demografía
Según el censo de 2010, había 107 personas residiendo en Chical. La densidad de población era de 50,02 hab./km². De los 107 habitantes, Chical estaba compuesto por el 4.67% blancos, el 0% eran afroamericanos, el 90.65% eran amerindios, el 0% eran asiáticos, el 0% eran isleños del Pacífico, el 3.74% eran de otras razas y el 0.93% pertenecían a dos o más razas. Del total de la población el 9.35% eran hispanos o latinos de cualquier raza.